# Sony Rolly
Rolly  é um MP3 player da marca japonesa Sony.

## Descrição
Possui o formato semelhante a um ovo e tem o diferencial de dançar, movimentar suas partes e mudar suas luzes de cor de acordo com a música ou os sons emitidos.
É comercializado como um robô dançarino.